# عوارض خروج
عوارض خروج (انگلیسی: Departure tax) نوعی از هزینه است که تحت نام‌های مختلف توسط یک کشور زمانی که یک فرد در حال خروج از کشور است از وی اخذ می‌شود.
در حالی که در بسیاری از کشورها چنین عوارضی وجود ندارد و در بعضی کشورها هم فقط عوارض پرواز می‌گیرند که در قیمت بلیت هواپیما گنجانده می‌شود؛ در برخی کشورهای معدود، علاوه بر «عوارض پرواز» از شهروندان خود «عوارض خروج» هم می‌گیرند. مانند ایران و ترکیه. گاهی این عوارض فقط شامل مرز هوایی می‌شود و گاهی شامل مرزهای آبی و زمینی هم هست که مسافران هنگام خروج از کشور مبلغی را در فرودگاه یا سایر مبادی خروجی پرداخت می‌کنند.

## عوارض خروج در ایران
پیش از انقلاب ۵۷ عوارض خروج از ایرانیان اخذ نمی‌شد اما پس از شروع جنگ ایران و عراق، دولت وقت برای جبران برخی از هزینه‌ها، عوارض خروج را به قوانین کشور اضافه کرد. سعید زمانیان دهکردی از نمایندگان سابق مجلس از حوزه شهرکرد در این باره گفته بود «با توجه به شرایط اقتصادی کشور در زمان جنگ تحمیلی این قانون تصویب شد» اما پس از خاتمه جنگ هم این مسئله ادامه پیدا کرد. این قانون در سال ۱۳۶۴ تصویب شد و به موجب این قانون:

دولت مکلف است از هر مسافری که با گذرنامه دولت جمهوری اسلامی ایران به خارج از کشور مسافرت می‌نماید برای بار اول در هرسال مبلغ پنجاه هزار (۵۰۰۰۰) ریال و برای بار دوم و بیشتر در همان سال برای هر نوبت مبلغ یکصد هزار (۱۰۰۰۰۰) ریال تحت عنوان عوارض خروج از کشور اخذ و به حساب درآمد عمومی کشور منظور نماید.

این قانون هرسال توسط دولت‌های وقت در لایحه‌های مربوط به بودجه تاکنون تکرار شده است. به موجب قانون بودجه سال ۱۴۰۳ کل کشور، عوارض خروج از کشور موضوع ماده (۴۵) قانون مالیات بر ارزش افزوده برای هر مسافر از تمام مرزهای کشور به شرح زیر است:
مسافر عادی: مرتبه اول ۵۲۰ هزار تومان، مرتبه دوم ۷۸۰ هزار تومان و مرتبه سوم و بالاتر ۱ میلیون و ۴۰ هزار تومان در تمام مرزها
زائرین حج تمتع و عمره: ۱۷۲ هزار تومان
زائران عتبات عالیات (مرز هوایی): ۴۵ هزار تومان
زائران عتبات عالیات (مرز زمینی و دریایی): ۱۵ هزار تومان
مرزنشینان (هوایی): مرتبه اول ۷۵ هزار تومان، مرتبه دوم ۶۰۰ هزار تومان و مرتبه سوم و بالاتر ۸۰۰ هزار تومان.
مرزنشینان (مرز زمینی و دریایی): مرتبه اول ۲۵ هزار تومان، مرتبه دوم ۶۰۰ هزار تومان و مرتبه سوم و بالاتر ۸۰۰ هزار تومان.
افزایش عوارض خروج از کشور در بودجه ۱۴۰۴
سفر اول؛ ۶۷۵ هزار تومان، سفر دوم؛ یک میلیون و ۱۲۵ هزار تومان و سفر سوم و بیشتر؛ یک میلیون و ۳۰۰ هزار تومان
بر اساس قانون بودجه ۱۴۰۴ ، عوارض خروج برای هر نفر در سفر اول با ۱۵۵ هزار تومان افزایش از ۵۲۰ هزار تومان به ۶۷۵ هزار تومان رسیده است.
همچنین برای سفر دوم یک میلیون و ۱۲۵ هزار تومان و سفر سوم و بیشتر،یک میلیون و ۳۰۰ هزار تومان در نظر گرفته شده است  
همچنین عوارض خروج زائرین حج تمتع و عمره برای هر نفر ۲۲۳ هزار تومان تعیین شده که نسبت به سال گذشته ۵۱ هزار تومان افزایش یافته است.  
زائرین حج تمتع و عمره برای سفر دوم ۳۳۴ هزار تومان و برای سفر سوم و بیشتر نیز ۴۴۶ هزار تومان باید پرداخت کنند.

## مالیات خروج از کشورهای مختلف
| کشور            | قیمت محلی | دلار آمریکا | یادداشت |
| --------------- | --- | --- | --- |
| استرالیا        | A$۵۵ | $۴۳ | در بلیط هواپیما لحاظ می‌شود |
| اتریش           | €7 (short distance) €15 (medium dist.) €35 (long dist.) | $۸ $۱۷ $۳۹ | در بلیط لحاظ می‌شود. |
| بنگلادش         | ۳۵۰ taka | $۳٫۵۰ | در مرزها و به صورت نقدی پرداخت می‌شود. |
| برونئی          | BN$۵ | $۴٫۸۴ | If the final destination is not Indonesia, Malaysia or the Philippines, then the tax is BN$12. If transiting through one of these countries, the higher tax rate still applies, even if the initial flight destination is located in Indonesia, Malaysia or the Philippines. Paid in cash at check-in. |
| کامبوج          | $۲۵ | | از سال ۲۰۱۱ در بلیط لحاظ می‌شود. |
| چین             | ۹۰ Yuans | $۱۶ | از مسافرین هوایی اخذ می‌شود اما مبلغ در بلیط لحاظ می‌شود. |
| کاستاریکا       | ₡14,500 (approx) | $۲۹ | Charged to all visitors leaving by air. Must be paid in cash (US dollar), or is charged as a cash advance on a credit card. Departure taxes are included in most air ticket prices, depending on which airline. |
| کوبا            | ۲۵ CUC | $۲۵ | از آوریل ۲۰۱۵ در بلیط لحاظ می‌شود. |
| جمهوری دومینیکن | 884.595 DOP | $۲۰ | در اکثر موارد در بلیط لحاظ می‌شود اما در برخی از شرکت‌های هواپیمایی نقدی هم دریافت می‌شود. |
| اکوادور         | $۲۷٫۱۵ ($40.80 from Quito airport) | Included in air ticket price. | |
| مصر             | E£۳۵ | $5 (Approx) | Charged to all visitors leaving by air starting from June 1, 2014. Must be paid in cash in Egyptian Pound |
| فیجی            | F$۲۰۰ | $125 (Approx) | Fee raised in 2013 |
| آلمان           | €7.50 (band A countries) / €42.18 all other countries | $۱۰٫۵۰ / $۶۳ | for more details on Luftverkehrsteuergesetz (LuftVStG) see German air passenger taxes |
| Guyana          | $4000 (G) | ($20.00 (US). | قابل پرداخت در فرودگاه |
| هندوراس         | ۷۰۰ Lempiras | $۳۷٫۵۰ | Only applies to air. Small land departure tax. |
| هنگ کنگ         | HK$120 (air) / HK$18 (ferry) | | در بلیط لحاظ می‌شود و در برخی از موارد قابل پس گرفتن است. |
| ایران           | مرتبه اول: ۴۰۰ هزار تومان، مرتبه دوم: ۶۰۰ هزار تومان، مرتبه سوم و بالاتر: ۸۰۰ هزار تومان. | $۲۰ | مسافر عادی: مرتبه اول ۴۰۰ هزار تومان، مرتبه دوم ۶۰۰ هزار تومان و مرتبه سوم و بالاتر ۸۰۰ هزار تومان در تمام مرزها زائرین حج تمتع و عمره: مرتبه اول ۱۳۲ هزار تومان، مرتبه دوم ۱۹۸ هزار تومان و مرتبه سوم و بالاتر ۲۶۴ هزار تومان در تمام مرزها زائران عتبات عالیات (مرز هوایی): مرتبه اول ۳۷ هزار ۵۰۰ تومان، مرتبه دوم ۴۵ هزار تومان و مرتبه سوم و بالاتر ۴۵ هزار تومان زائران عتبات عالیات (مرز زمینی و دریایی): مرتبه اول ۱۲ هزار ۵۰۰ تومان، مرتبه دوم ۱۵ هزار تومان و مرتبه سوم و بالاتر ۱۵ هزار تومان مرزنشینان (هوایی): مرتبه اول ۷۵ هزار تومان، مرتبه دوم ۶۰۰ هزار تومان و مرتبه سوم و بالاتر ۸۰۰ هزار تومان مرزنشینان (مرز زمینی و دریایی): مرتبه اول ۲۵ هزار تومان، مرتبه دوم ۶۰۰ هزار تومان و مرتبه سوم و بالاتر ۸۰۰ هزار تومان ورزشکاران تیم‌های ملی با مجوز وزارت ورزش و جوانان: مرتبه اول ۲۶۴ هزار تومان، مرتبه دوم ۲۶۴ هزار تومان و مرتبه سوم و بالاتر ۲۶۴ هزار تومان در تمام مرزهای |
| ایرلند          | €۰ | The Irish Air Travel Tax (Cáin Aerthaistil) was abolished in the 2014 Budget. | |
| اندونزی         | ۲۰۰٬۰۰۰ Rupiah / 75,000 Rupiah at some airports, e.g. Bandung | $۱۷ | To be paid in cash (IDR only), charged to all visitors leaving by air. Fees are included only in Garuda Indonesia and Citilink tickets. |
| لبنان           | Economy Class - 60,000 LBP Business Class - 110,000 LBP First Class - 150,000 LBP | ۴۰$ Economy Class ۷۳$ Business Class ۱۰۰$ First class | From 2۲ اوت ۲۰۱۷ |
| مالزی           | Between RM0 (Rural airport departures) and RM73 (KLIA - Main Terminal for International Non-Asean departures)                                                                                        | $0 (Rural airport departures) and $16 (KLIA - Main Terminal for International Non-Asean departures) | Passenger Service Charge (PSC) (formerly known as 'Airport Tax') is paid by departing passengers. The PSC is collected by the airlines upon purchase of tickets and is included in the ticket price. |
| مکزیک           | Mx$۲۹۴ | $۲۵ | All non-Mexican nationals must pay this fee, except those who have permanent resident status or who are connecting flights |
| جامائیکا        | $۳۵ | Effective June 1, 2016 | |
| پالائو          | $۵۰ | | Departure tax and green fee to non Palau passport holders charged to all visitors in cash or travellers cheques only at airport |
| پاناما          | $۶۰ | $۶۰ | To be paid in airport. Charged to all visitors leaving by air. Must be paid in cash. |
| فیلیپین         | Full travel tax Economy class - ₱۱٬۶۲۰ First class - ₱۲٬۷۰۰ Standard Reduced travel tax Economy class- ₱۸۱۰ First class - ₱۱۳۵۰ Privileged Reduced travel tax Economy class- ₱۳۰۰ First class - ₱۴۰۰ | Full travel tax Economy class - $33 (approx) First class - $54 (approx) Standard Reduced travel tax Economy class- $16 (approx) First class - $27 (approx) Privileged Reduced travel tax Economy class- $6 (approx) First class - $8 (approx) | To be paid in cash (peso or dollars) before departure. Travel tax can be paid through partner airlines, travel tax centers at airports, travel tax offices and satellite offices. Full travel tax Filipino citizens Non-immigrant foreign passport holders who have stayed in the Philippines for more than one (1) year) Standard Reduced travel tax Minors (from 2 years and one (1) day to 12th birthday on date of travel) Accredited Filipino journalist whose travel is in pursuit of journalistic assignment Those authorized by the President of the Republic of the Philippines for reasons of national interest Privileged Reduced travel tax Legitimate spouse of an Overseas Filipino Worker (OFW) Legitimate and unmarried children of an OFW below 21 years of age |
| ساموآ           | ۶۵tālā | $30 (approx) | Departure tax is included in airfare. |
| عربستان         | SAR 87 | $۲۳٫۲۰ | Departure tax is included in airfare |
| سری‌لانکا        | Rs 7000 | $46 (approx) | Departure tax is included in airfare |
| تایلند          | ฿۷۰۰ | $۲۲ | Included in airline tickets as of 2007 |
| تونس            | DT30 | | |
| ترکیه           | ۱۵۰ | $۴/۶۵ (حدوداً) | فقط برای شهروندان ترکیه که در فرودگاه پرداخت می‌شود. کودکان زیر هفت سال، شهروندان کشورهای دیگر و نیز خدمهٔ پرواز، قطار و کشتی، از پرداخت این عوارض معاف هستند. |
| انگلیس          | Between £13 (band A, lowest class) and £194 (band D, any other class) | Between $16 (band A, lowest class) and $240 (band D, any other class) | Varies according to the distance traveled and passenger class. See Air Passenger Duty. |